# 滝の茶屋駅
滝の茶屋駅（たきのちゃやえき）は、兵庫県神戸市垂水区城が山1丁目にある、山陽電気鉄道本線の駅。駅番号はSY 09。

## 歴史

### 年表
- 1917年（大正6年）4月12日：兵庫電気軌道の塩屋（現・山陽塩屋） - 明石（初代）間延伸時に開業[1][2]。
- 1927年（昭和2年）4月1日：宇治川電気により合併され、同社の駅となる。
- 1932年（昭和7年）12月10日：開業時の海岸沿いの併用軌道上から、山側の専用軌道上の駅へ移転[1][2]。
- 1933年（昭和8年）6月6日：宇治川電気の鉄道部門が分離され、山陽電気鉄道の駅となる。
- 1969年（昭和44年）7月13日：橋上駅舎となる[1][2]。
- 1987年（昭和62年）12月13日：この日より新設された通勤特急（現在のS特急）の停車駅となる。
- 1995年（平成7年）
  - 1月17日：阪神・淡路大震災で山陽電鉄本線が不通となり、当駅も一時営業中止[3]。
  - 1月30日：当駅 - 霞ヶ丘間運転再開に伴い営業再開[4]。翌日から姫路からの特急の暫定的な折り返し駅となる。
  - 6月16日：須磨浦公園 - 当駅間運転再開。
- 2001年（平成13年）3月10日：上り朝と下り夕方以降に運転される特急・直通特急の停車駅となる（現在は直通特急に統一）。

### 駅名の由来
駅の西に滝がかかっており、江戸時代にはこの滝が直接海に落ちていた。この滝は当時数少ない、船用の真水の水場であり、その上の古山陽道に茶屋があったとされる。
ちなみにこの滝は、万葉集で志貴皇子（しきのみこ）に詠まれている「岩ばしる　垂水の上の　さわらびの　もえいづる春に　なりにけるかも」の「垂水（＝滝）」の地名の元になったものといわれている。

## 駅構造
相対式ホーム2面2線の橋上駅。傾斜面上にあり、山側にのみ出入口がある。改札口は1ヵ所のみ。駅構内にはフレンズショップがあった（2017年8月をもって閉店）。2011年春にバリアフリー化工事が完了し、駅内外にエレベーター3基が設置された。
なお、近くにある視覚特別支援学校では、非常時の対策を強化している。

### のりば
| 南側 | 本線 | 下り | 明石・姫路方面       |
| 北側 | 本線 | 上り | 須磨・三宮・梅田方面 |

※のりば番号が設定されておらず「下り線」「上り線」と呼称される。
特記事項
- 当駅の下り線ホームからの眺望が良く、ホームからは明石海峡や淡路島が一望出来るほか、生駒山地まで見渡すことができる[1]。そのため、ホームからの眺望を撮影するためだけに、当駅で下車する人も見られる。

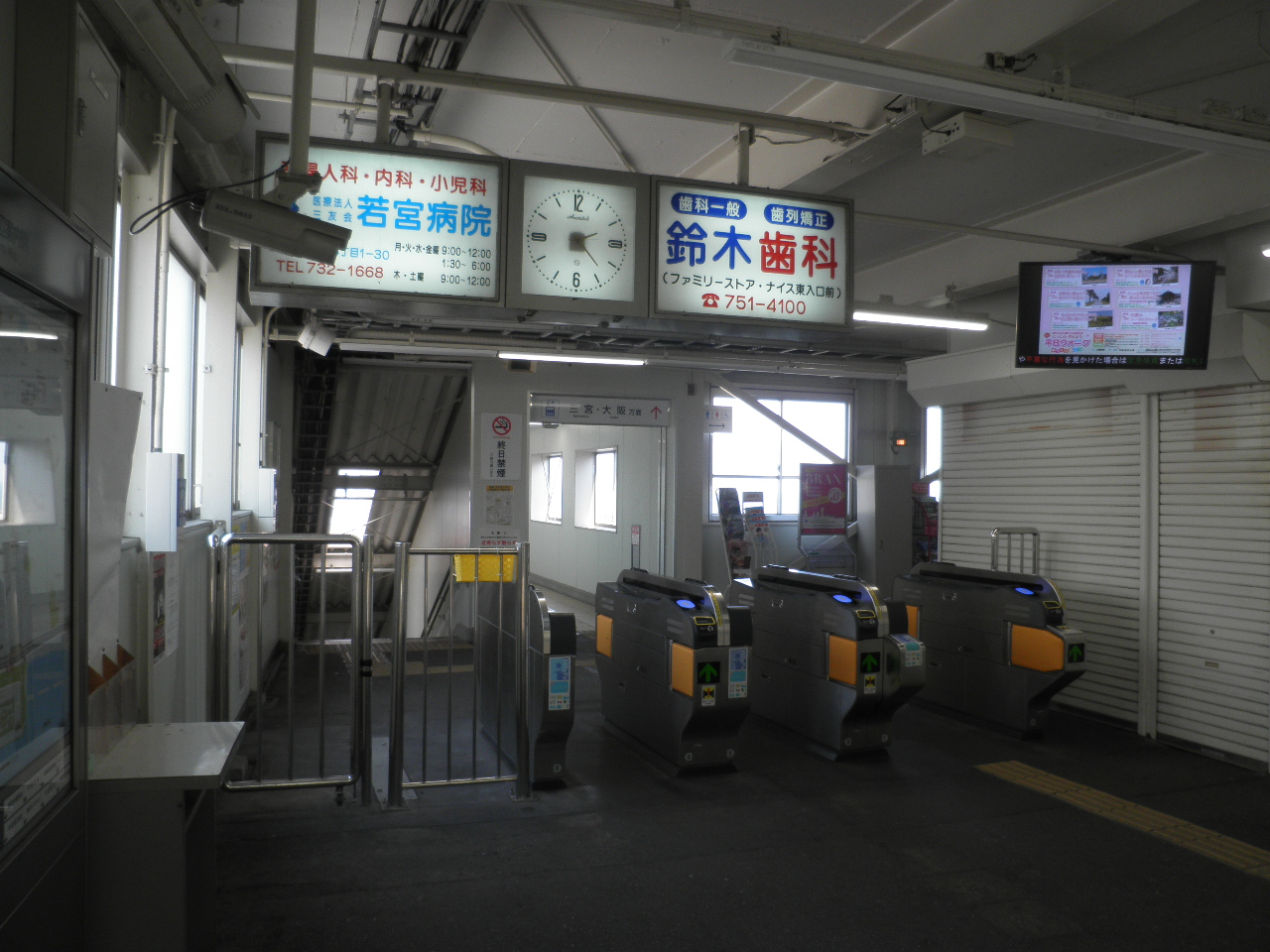
改札口（2016年4月）
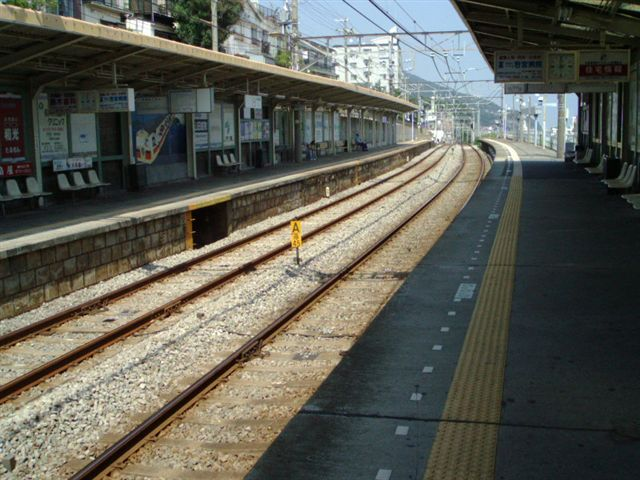
ホーム（2006年6月）
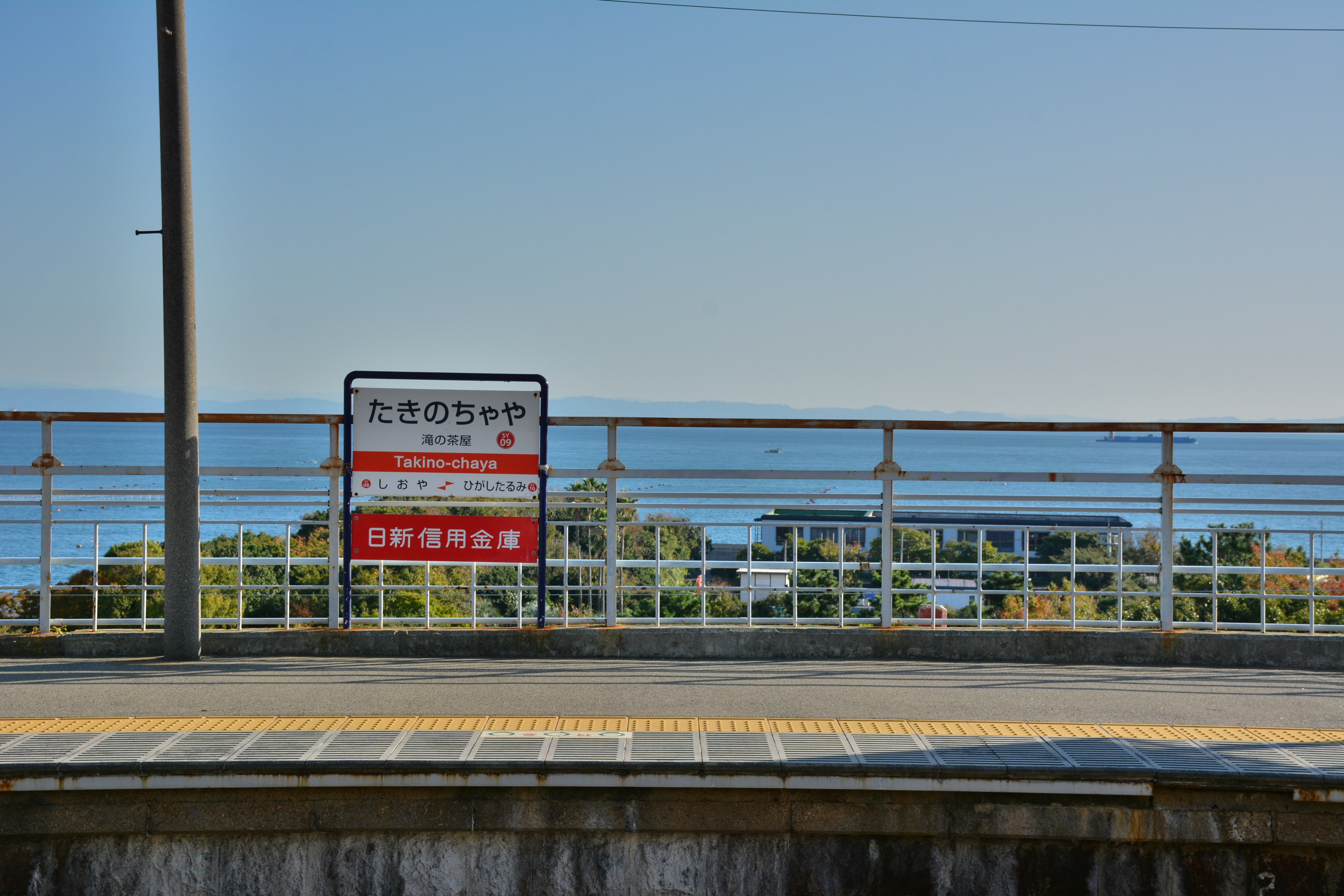
明石海峡方面の眺め（2019年11月、上り線ホームから）

## 利用状況
1日あたりの乗車人員 2,553人（2022年度）
神戸市内の山陽電鉄本線の駅の中では、板宿駅、垂水駅、月見山駅に次いで4番目に乗客数が多い。
以下に各年の乗車人員を示す。

### 昭和・平成
| 昭和・平成 | 昭和・平成   | 昭和・平成   | 昭和・平成   | 昭和・平成      | 昭和・平成      | 昭和・平成      | 昭和・平成      | 昭和・平成 | 昭和・平成 | 昭和・平成 | 昭和・平成 | 昭和・平成 | 昭和・平成 |
| 年度       | 乗車人員総数 | 乗車人員総数 | 乗車人員総数 | 内 定期利用者数 | 内 定期利用者数 | 内 定期利用者数 | 内 定期利用者数 | 出典       | 出典       | 出典       | 出典       | 出典       | 出典       |
| 年度       | 人/日        | 増減         | 順位         | 人/日           | 増減            | 利用率          | 順位            | 神         | 明         | 播         | 加         | 高         | 姫         |
| ---------- | ------------ | ------------ | ------------ | --------------- | --------------- | --------------- | --------------- | ---------- | ---------- | ---------- | ---------- | ---------- | ---------- |
| 1969(S44)  | 8,705        |              |              | 6,112           |                 | 70.21%          |                 | [ 神 2 ]   |            |            |            |            |            |
| 1970(S45)  | 8,896        | 2.19%        |              | 6,242           | 2.13%           | 70.17%          |                 | [ 神 2 ]   |            |            |            |            |            |
| 1971(S46)  | 9,215        | 3.58%        |              | 6,275           | 0.52%           | 68.09%          |                 | [ 神 2 ]   |            |            |            |            |            |
| 1972(S47)  | 9,126        | -0.96%       |              | 6,390           | 1.84%           | 70.02%          |                 | [ 神 2 ]   |            |            |            |            |            |
| 1973(S48)  | 8,868        | -2.82%       |              | 6,070           | -5.02%          | 68.44%          |                 | [ 神 2 ]   |            |            |            |            |            |
| 1974(S49)  | 8,623        | -2.77%       |              | 5,824           | -4.04%          | 67.54%          |                 | [ 神 2 ]   |            |            |            |            |            |
| 1975(S50)  | 8,345        | -3.22%       |              | 5,578           | -4.22%          | 66.85%          |                 | [ 神 2 ]   |            |            |            |            |            |
| 1976(S51)  | 8,092        | -3.03%       |              | 5,572           | -0.11%          | 68.86%          |                 | [ 神 2 ]   |            |            |            |            |            |
| 1977(S52)  | 8,007        | -1.05%       |              | 5,476           | -1.72%          | 68.39%          |                 | [ 神 3 ]   |            |            |            |            |            |
| 1978(S53)  | 7,716        | -3.64%       | 7/48         | 5,346           | -2.37%          | 69.29%          |                 | [ 神 3 ]   | [ 明 1 ]   | [ 播 1 ]   | [ 加 1 ]   | [ 高 1 ]   | [ 姫 1 ]   |
| 1979(S54)  | 7,464        | -3.26%       | 7/48         | 5,070           | -5.17%          | 67.92%          |                 | [ 神 3 ]   | [ 明 2 ]   | [ 播 1 ]   | [ 加 1 ]   | [ 高 1 ]   | [ 姫 2 ]   |
| 1980(S55)  | 6,880        | -7.83%       | 8/48         | 4,607           | -9.13%          | 66.96%          |                 | [ 神 3 ]   | [ 明 3 ]   | [ 播 1 ]   | [ 加 1 ]   | [ 高 1 ]   | [ 姫 2 ]   |
| 1981(S56)  | 6,860        | -0.29%       | 7/48         | 4,577           | -0.65%          | 66.72%          |                 | [ 神 3 ]   | [ 明 4 ]   | [ 播 2 ]   | [ 加 2 ]   | [ 高 1 ]   | [ 姫 2 ]   |
| 1982(S57)  | 6,655        | -2.99%       | 8/48         | 4,507           | -1.53%          | 67.72%          |                 | [ 神 4 ]   | [ 明 5 ]   | [ 播 2 ]   | [ 加 2 ]   | [ 高 2 ]   | [ 姫 2 ]   |
| 1983(S58)  | 6,485        | -2.55%       | 9/48         | 4,488           | -0.43%          | 69.20%          |                 | [ 神 4 ]   | [ 明 5 ]   | [ 播 2 ]   | [ 加 2 ]   | [ 高 3 ]   | [ 姫 2 ]   |
| 1984(S59)  | 5,899        | -9.04%       | 9/48         | 4,093           | -8.79%          | 69.39%          |                 | [ 神 4 ]   | [ 明 5 ]   | [ 播 2 ]   | [ 加 2 ]   | [ 高 3 ]   | [ 姫 3 ]   |
| 1985(S60)  | 5,581        | -5.39%       | 9/48         | 3,814           | -6.83%          | 68.34%          |                 | [ 神 4 ]   | [ 明 5 ]   | [ 播 2 ]   | [ 加 2 ]   | [ 高 3 ]   | [ 姫 3 ]   |
| 1986(S61)  | 5,000        | -10.41%      | 9/48         | 3,299           | -13.51%         | 65.97%          |                 | [ 神 4 ]   | [ 明 5 ]   | [ 播 2 ]   | [ 加 3 ]   | [ 高 3 ]   | [ 姫 3 ]   |
| 1987(S62)  | 4,849        | -3.01%       | 9/48         | 3,208           | -2.74%          | 66.16%          |                 | [ 神 5 ]   | [ 明 6 ]   | [ 播 2 ]   | [ 加 3 ]   | [ 高 3 ]   | [ 姫 3 ]   |
| 1988(S63)  | 4,838        | -0.23%       | 9/48         | 3,236           | 0.85%           | 66.87%          |                 | [ 神 5 ]   | [ 明 6 ]   | [ 播 2 ]   | [ 加 3 ]   | [ 高 3 ]   | [ 姫 4 ]   |
| 1989(H01)  | 4,751        | -1.81%       |              | 3,170           | -2.03%          | 66.72%          |                 | [ 神 5 ]   | [ 明 6 ]   | [ 播 2 ]   | [ 加 3 ]   | [ 高 4 ]   | [ 姫 4 ]   |
| 1990(H02)  | 4,863        | 2.36%        | 9/48         | 3,263           | 2.94%           | 67.10%          |                 | [ 神 5 ]   | [ 明 6 ]   | [ 播 3 ]   | [ 加 3 ]   | [ 高 4 ]   | [ 姫 4 ]   |
| 1991(H03)  | 4,871        | 0.17%        |              | 3,189           | -2.27%          | 65.47%          |                 | [ 神 5 ]   | [ 明 7 ]   | [ 播 3 ]   | [ 加 4 ]   | [ 高 4 ]   | [ 姫 4 ]   |
| 1992(H04)  | 5,052        | 3.71%        | 9/48         | 3,184           | -0.17%          | 63.02%          |                 | [ 神 6 ]   | [ 明 7 ]   | [ 播 4 ]   | [ 加 4 ]   | [ 高 4 ]   | [ 姫 4 ]   |
| 1993(H05)  | 4,934        | -2.33%       | 9/48         | 3,044           | -4.39%          | 61.69%          |                 | [ 神 6 ]   | [ 明 7 ]   | [ 播 4 ]   | [ 加 4 ]   | [ 高 5 ]   | [ 姫 5 ]   |
| 1994(H06)  | 3,942        | -20.10%      | 12/48        |                 |                 |                 |                 | [ 神 6 ]   | [ 明 7 ]   | [ 播 4 ]   | [ 加 4 ]   | [ 高 5 ]   | [ 姫 5 ]   |
| 1995(H07)  | 3,479        | -11.74%      | 12/48        | 1,734           |                 | 49.84%          |                 | [ 神 6 ]   | [ 明 7 ]   | [ 播 4 ]   | [ 加 5 ]   | [ 高 5 ]   | [ 姫 5 ]   |
| 1996(H08)  | 4,164        | 19.69%       | 10/48        | 2,373           | 36.81%          | 56.97%          |                 | [ 神 6 ]   | [ 明 8 ]   | [ 播 4 ]   | [ 加 5 ]   | [ 高 5 ]   | [ 姫 5 ]   |
| 1997(H09)  | 3,888        | -6.64%       | 10/48        | 2,266           | -4.50%          | 58.28%          |                 | [ 神 7 ]   | [ 明 8 ]   | [ 播 4 ]   | [ 加 5 ]   | [ 高 6 ]   | [ 姫 5 ]   |
| 1998(H10)  | 3,707        | -4.65%       | 11/48        | 2,110           | -6.89%          | 56.91%          |                 | [ 神 7 ]   | [ 明 8 ]   | [ 播 4 ]   | [ 加 5 ]   | [ 高 6 ]   | [ 姫 6 ]   |
| 1999(H11)  | 3,548        | -4.29%       | 11/48        | 1,967           | -6.75%          | 55.44%          |                 | [ 神 7 ]   | [ 明 8 ]   | [ 播 4 ]   | [ 加 5 ]   | [ 高 6 ]   | [ 姫 6 ]   |
| 2000(H12)  | 3,449        | -2.78%       | 11/48        | 1,882           | -4.32%          | 54.57%          |                 | [ 神 7 ]   | [ 明 8 ]   | [ 播 4 ]   | [ 加 6 ]   | [ 高 6 ]   | [ 姫 6 ]   |
| 2001(H13)  | 3,433        | -0.48%       | 11/48        | 1,866           | -0.87%          | 54.35%          |                 | [ 神 7 ]   | [ 明 9 ]   | [ 播 5 ]   | [ 加 6 ]   | [ 高 6 ]   | [ 姫 6 ]   |
| 2002(H14)  | 3,230        | -5.91%       | 11/48        | 1,740           | -6.75%          | 53.86%          |                 | [ 神 8 ]   | [ 明 9 ]   | [ 播 5 ]   | [ 加 6 ]   | [ 高 6 ]   | [ 姫 6 ]   |
| 2003(H15)  | 3,126        | -3.22%       | 11/48        | 1,674           | -3.78%          | 53.55%          |                 | [ 神 8 ]   | [ 明 9 ]   | [ 播 5 ]   | [ 加 6 ]   | [ 高 6 ]   | [ 姫 7 ]   |
| 2004(H16)  | 3,058        | -2.19%       | 11/49        | 1,630           | -2.62%          | 53.32%          |                 | [ 神 8 ]   | [ 明 9 ]   | [ 播 5 ]   | [ 加 6 ]   | [ 高 7 ]   | [ 姫 7 ]   |
| 2005(H17)  | 3,030        | -0.90%       | 11/49        | 1,633           | 0.17%           | 53.89%          |                 | [ 神 8 ]   | [ 明 9 ]   | [ 播 5 ]   | [ 加 7 ]   | [ 高 7 ]   | [ 姫 7 ]   |
| 2006(H18)  | 3,011        | -0.63%       | 11/49        | 1,647           | 0.84%           | 54.69%          |                 | [ 神 8 ]   | [ 明 10 ]  | [ 播 5 ]   | [ 加 7 ]   | [ 高 7 ]   | [ 姫 7 ]   |
| 2007(H19)  | 2,923        | -2.91%       | 11/49        | 1,611           | -2.16%          | 55.11%          |                 | [ 神 9 ]   | [ 明 10 ]  | [ 播 6 ]   | [ 加 7 ]   | [ 高 7 ]   | [ 姫 7 ]   |
| 2008(H20)  | 2,879        | -1.50%       | 10/49        | 1,616           | 0.34%           | 56.14%          |                 | [ 神 9 ]   | [ 明 10 ]  | [ 播 6 ]   | [ 加 7 ]   | [ 高 7 ]   | [ 姫 8 ]   |
| 2009(H21)  | 2,764        | -4.00%       | 10/49        | 1,537           | -4.92%          | 55.60%          |                 | [ 神 9 ]   | [ 明 10 ]  | [ 播 6 ]   | [ 加 7 ]   | [ 高 7 ]   | [ 姫 8 ]   |
| 2010(H22)  | 2,775        | 0.40%        | 10/49        | 1,567           | 1.96%           | 56.47%          |                 | [ 神 9 ]   | [ 明 10 ]  | [ 播 6 ]   | [ 加 8 ]   | [ 高 7 ]   | [ 姫 8 ]   |
| 2011(H23)  | 2,701        | -2.67%       | 11/49        | 1,504           | -4.02%          | 55.68%          |                 | [ 神 9 ]   | [ 明 11 ]  | [ 播 6 ]   | [ 加 8 ]   | [ 高 8 ]   | [ 姫 8 ]   |
| 2012(H24)  | 2,710        | 0.30%        | 11/49        | 1,512           | 0.55%           | 55.81%          |                 | [ 神 10 ]  | [ 明 11 ]  | [ 播 6 ]   | [ 加 8 ]   | [ 高 8 ]   | [ 姫 8 ]   |
| 2013(H25)  | 2,764        | 2.02%        | 11/49        | 1,551           | 2.54%           | 56.10%          |                 | [ 神 10 ]  | [ 明 11 ]  | [ 播 7 ]   | [ 加 8 ]   | [ 高 8 ]   | [ 姫 9 ]   |
| 2014(H26)  | 2,707        | -2.08%       | 11/49        | 1,526           | -1.59%          | 56.38%          |                 | [ 神 10 ]  | [ 明 11 ]  | [ 播 7 ]   | [ 加 9 ]   | [ 高 8 ]   | [ 姫 9 ]   |
| 2015(H27)  | 2,737        | 1.11%        | 12/49        | 1,526           | 0.00%           | 55.76%          |                 | [ 神 10 ]  | [ 明 11 ]  | [ 播 7 ]   | [ 加 9 ]   | [ 高 8 ]   | [ 姫 9 ]   |
| 2016(H28)  | 2,726        | -0.40%       | 13/49        | 1,523           | -0.18%          | 55.88%          |                 | [ 神 10 ]  | [ 明 12 ]  | [ 播 7 ]   | [ 加 9 ]   | [ 高 8 ]   | [ 姫 9 ]   |
| 2017(H29)  | 2,740        | 0.50%        | 14/49        | 1,551           | 1.80%           | 56.60%          | 18/49           | [ 神 11 ]  | [ 明 12 ]  | [ 播 7 ]   | [ 加 9 ]   | [ 高 8 ]   | [ 姫 9 ]   |
| 2018(H30)  | 2,814        | 2.70%        | 14/49        | 1,636           | 5.48%           | 58.13%          | 17/49           | [ 神 11 ]  | [ 明 12 ]  | [ 播 8 ]   | [ 加 9 ]   | [ 高 9 ]   | [ 姫 10 ]  |

### 令和以降
| 令和以降  | 令和以降     | 令和以降     | 令和以降        | 令和以降        | 令和以降        | 令和以降 |
| 年度      | 乗車人員総数 | 乗車人員総数 | 内 定期利用者数 | 内 定期利用者数 | 内 定期利用者数 | 出典     |
| 年度      | 人/日        | 増減         | 人/日           | 増減            | 利用率          | 出典     |
| --------- | ------------ | ------------ | --------------- | --------------- | --------------- | -------- |
| 2019(R01) | 2,781        | -0.88%       | 1,642           | 0.67%           | 59.04%          | [ 神 1 ] |
| 2020(R02) | 2,359        | -15.42%      | 1,466           | -10.98%         | 62.14%          | [ 神 1 ] |
| 2021(R03) | 2,395        | 1.51%        | 1,452           | -0.93%          | 60.64%          | [ 神 1 ] |
| 2022(R04) | 2,553        | 6.64%        | 1,507           | 3.77%           | 59.01%          | [ 神 1 ] |

## 駅周辺
平磯緑地の埋め立てが進む以前は、浜手側は山陽本線と国道2号以外に大阪湾が広がるのみの駅だった。
- ジェームス山
- 神戸山手大学グラウンド
- 兵庫県立視覚特別支援学校
- 神戸市立東垂水小学校
- 関西聖書神学校
- 滝の茶屋保育園
- 平磯緑地
- 平磯海づり公園
- 井植記念館
- 神戸東垂水郵便局
- 国道2号
- 旧ジェームス邸
- 太陽光発電所（「こうべWエコ発電プロジェクト」、駅のすぐ南西）[7]
- 兵庫信用金庫 滝の茶屋支店
- 三杉屋 滝の茶屋店
- ジョリーパスタ 塩屋浜店
- アルカドラッグ滝の茶屋店

## 滝の茶屋駅関連の作品
- 映画『ホームレス中学生』（2008年、古厩智之監督・小池徹平主演）

主人公の家出先のロケ地として使われた。東側から見た駅舎と、滝の茶屋駅前商店街などが登場。主人公の兄が当駅から上り電車に乗車している。
- 小説『ともだち同盟』（2010年、森田季節・角川書店刊）

第二章のタイトルであり、ヒロイン・千里の最寄り駅。駅から見える海や滝の茶屋駅前商店街が描写され、駅名の由来も語られる。
- サンテレビ『趣味バカ』（2013年～2018年）

テーマ面のロケ地として使われている。
- 神戸新聞社 CM 『この街が好き。この街で生きる。』(2019年) （能年玲奈/のん出演）

CMの1シーンに登場する。
- 漫画『空が灰色だから』（2012年初版発行、阿部共実・秋田書店刊）

漫画の一コマに滝の茶屋駅のホームが登場する。

## 隣の駅
山陽電気鉄道
本線
■直通特急（下記以外）・■特急
通過
■直通特急（朝ラッシュの上り・夕ラッシュ以降の下り）・■S特急
山陽須磨駅 (SY 06) - 滝の茶屋駅 (SY 09) - 山陽垂水駅 (SY 11)
■普通
山陽塩屋駅 (SY 08) - 滝の茶屋駅 (SY 09) - 東垂水駅 (SY 10)

### 利用状況
1. 1 2  “神戸市統計書”.   神戸市. 2023年9月5日閲覧。
2. ↑  “明石市統計書”.   明石市. 2023年9月5日閲覧。
3. ↑  “播磨町統計書”.   播磨町. 2023年9月5日閲覧。
4. ↑  “加古川市統計書”.   加古川市. 2023年9月5日閲覧。
5. ↑  “高砂市統計書”.   高砂市. 2023年9月5日閲覧。
6. ↑  “姫路市統計要覧”.   姫路市. 2023年9月5日閲覧。

神戸市統計書
1. 1 2 3 4 5 6  最新の統計書を見る（最終更新日：2023年10月6日）　(9 陸上運輸・空港) 9-3.鉄道市内各駅の乗車人員（山陽電気鉄道）
2. 1 2 3 4 5 6 7 8  『第54回　神戸市統計書（昭和52年度版）』 神戸市企画局統計課、昭和53年3月印刷発行(太陽印刷工業株式会社)、pp.172-175
3. 1 2 3 4 5  『第59回 神戸市統計書(昭和57年度版)』 神戸市市長室企画調整部調査統計課、昭和58年3月印刷発行(菱三印刷株式会社)、pp.163-165
4. 1 2 3 4 5  『第64回 神戸市統計書(昭和62年度版)』 神戸市市長総局企画調整部調査統計課、昭和63年3月印刷発行(菱三印刷株式会社)、pp.136-137
5. 1 2 3 4 5  『第69回 神戸市統計書(平成4年度版)』 神戸市企画調整局企画部総合計画課、平成5年3月印刷発行(菱三印刷株式会社)、pp.149-150
6. 1 2 3 4 5  『第74回 神戸市統計書(平成9年度版)』 神戸市震災復興本部総括局復興推進部企画課、平成10年3月印刷発行(交友印刷株式会社)、pp.143-144
7. 1 2 3 4 5  『第79回 神戸市統計書(平成14年度版)』 神戸市企画調整局企画調整部総合計画課、平成15年3月印刷発行(有限会社 わかばやし印刷)、pp.151-152
8. 1 2 3 4 5  『第84回 神戸市統計書(平成19年度版)』 神戸市企画調整局企画調整部総合計画課、平成20年3月印刷発行(有限会社 わかばやし印刷)、pp.127-128
9. 1 2 3 4 5  第89回神戸市統計書 平成24年度版　(9 陸上運輸・空港) 9-3.鉄道市内各駅の乗車人員（山陽電気鉄道）
10. 1 2 3 4 5  第94回神戸市統計書 平成29年度版　(9 陸上運輸・空港) 9-3.鉄道市内各駅の乗車人員（山陽電気鉄道）
11. 1 2  第96回神戸市統計書 令和元年度版　(9 陸上運輸・空港) 9-3.鉄道市内各駅の乗車人員（山陽電気鉄道）

明石市統計書
1. ↑  『昭和54年版 明石市統計書』 明石市市役所総務部企画課統計係、昭和54年12月印刷発行(明光印刷有限会社)、pp.235-236
2. ↑  『昭和55年版 明石市統計書』 明石市役所総務部企画課統計係、昭和56年3月印刷発行(明光印刷有限会社)、pp.261-262
3. ↑  『昭和56年版 明石市統計書』 明石市総務部企画課統計係、昭和57年1月印刷発行(明光印刷有限会社)、pp.261-262
4. ↑  『昭和57年版 明石市統計書』 明石市総務部企画課統計係、昭和58年3月印刷発行(明光印刷有限会社)、pp.265-266
5. 1 2 3 4 5  『明石市統計書(昭和62年版)』 明石市企画部企画課統計係、昭和63年3月印刷発行(明光印刷有限会社)、p.212
6. 1 2 3 4  『明石市統計書(平成4年版)』 兵庫県明石市企画財政部企画課統計係、平成5年3月印刷発行(株式会社 ソーエイ)、p.212
7. 1 2 3 4 5  『明石市統計書(平成8年版)』 兵庫県明石市企画財政部企画課統計係、平成9年3月印刷発行(株式会社 ソーエイ)、p.216
8. 1 2 3 4 5  『明石市統計書(平成13年版)』 兵庫県明石市総務部情報管理課統計係、平成14年3月発行、p.218　(運輸及び通信) 199. 山陽電鉄 市内各駅年度別，月別乗車人員
9. 1 2 3 4 5  『明石市統計書 平成18年版（2006年）』 兵庫県明石市総務部情報管理課統計係、平成19年3月発行、p.220　(運輸及び通信) 193. 山陽電鉄 市内各駅年度別，月別乗車人員
10. 1 2 3 4 5  『明石市統計書 平成23年版（2011年）』 兵庫県明石市総務部情報管理課統計係、平成24年3月発行、p.218　(8. 運輸及び通信) 8-2. 山陽電鉄 市内各駅月別乗車人員
11. 1 2 3 4 5  明石市統計書 平成28年版（2016年）　(8. 運輸及び通信) 8-2. 山陽電鉄 市内各駅月別乗車人員
12. 1 2 3  明石市統計書 令和元年版（2019年）　(8. 運輸及び通信) 8-2. 山陽電鉄 市内各駅月別乗車人員

播磨町統計書
1. 1 2 3  はりま　統計資料編 1985(昭和60年) p.22 －4. 国鉄土山駅年間乗車人員・山陽電鉄本荘駅1日の乗降人員
2. 1 2 3 4 5 6 7 8 9  播磨町統計書 1990年(平成2年) p.26 －4. JR土山駅年間乗車人員・山陽電鉄本荘駅1日の乗降人員
3. 1 2  播磨町統計書 1999年(平成11年) p.27 －4. JR土山駅乗車人員・山陽電鉄播磨町駅1日の乗降人員
4. 1 2 3 4 5 6 7 8 9  『播磨町統計書（平成13年度版）』 兵庫県播磨町企画調整課、平成13年7月発行、p.27
5. 1 2 3 4 5 6  播磨町統計書 2007年(平成19年) p.28 －(9.公園・交通・通信) 3.JR土山駅・山陽電鉄播磨町駅の乗車人数
6. 1 2 3 4 5 6  播磨町統計書 2013年(平成25年) p.25 －(7.公園・交通・通信) 3.JR土山駅・山陽電鉄播磨町駅の乗車人数
7. 1 2 3 4 5  播磨町統計書 2018年(平成30年) p.25 －(7.公園・交通・通信) 3.JR土山駅・山陽電鉄播磨町駅の乗車人数
8. ↑  播磨町統計書 2020年(令和2年) p.25 －(7.公園・交通・通信) 3.JR土山駅・山陽電鉄播磨町駅の乗車人数

加古川市統計書
1. 1 2 3  『加古川市統計書(昭和56年版)』 編集：加古川市総務部総務課(昭和56年10月)、発行：兵庫県加古川市役所(昭和56年12月)、p.96(「資料　山陽電気鉄道株式会社明石管理駅(1日の乗車人員を1年に換算)」と記載あり
2. 1 2 3 4 5  『加古川市統計書(昭和61年版)』 編集：加古川市総務部総務課(昭和61年12月)、発行：兵庫県加古川市役所(昭和62年1月)、p.104(「資料　山陽電気鉄道株式会社明石管理駅　注）1日の乗車人員を1年に換算」と記載あり
3. 1 2 3 4 5  『加古川市統計書(平成3年度版)』 編集：加古川市総務部総務課(平成4年2月)、発行：兵庫県加古川市役所(平成4年3月)、p.106(「資料　山陽電気鉄道株式会社　注）1日の乗車人員を1年に換算」と記載あり
4. 1 2 3 4  『加古川市統計書(平成7年度版)』 編集：加古川市総務部総務課(平成8年2月)、発行：兵庫県加古川市役所(平成8年3月)、p.105
5. 1 2 3 4 5  『加古川市統計書(平成12年度版)』 兵庫県加古川市総務部総務課、平成13年3月発行、p.107
6. 1 2 3 4 5  加古川市統計書 平成17年度版(2005年度)　(10章 運輸及び通信) 10-2. 山陽電鉄駅別乗車人員
7. 1 2 3 4 5  加古川市統計書 平成22年度版(2010年度)　(10章 運輸及び通信) 10-2. 山陽電鉄駅別乗車人員
8. 1 2 3 4  加古川市統計書 平成26年度版(2014年度)　(10章 運輸及び通信) 10-2. 山陽電鉄駅別乗車人員
9. 1 2 3 4 5  加古川市統計書 令和元年度版(2019年度)　(10章 運輸及び通信) 10-2. 山陽電鉄駅別乗車人員

高砂市統計書
1. 1 2 3 4  『高砂市統計書 昭和57年版』 編集：市長公室企画課、発行：高砂市役所(昭和57年7月)、p.56
2. ↑  『高砂市統計書 昭和59年版』 編集：企画部企画課、発行：高砂市役所(昭和59年7月)、p.49
3. 1 2 3 4 5 6  『高砂市統計書 平成元年版』 編集：企画部企画課、発行：高砂市役所(平成元年8月)、p.51
4. 1 2 3 4  『高砂市統計書 平成8年版』 編集：総務部総務課、発行：高砂市役所(平成8年11月)、p.49
5. 1 2 3 4  『高砂市統計書 平成12年版』 高砂市総務部文書課、平成13年2月発行、p.49
6. 1 2 3 4 5 6 7  『高砂市統計書 平成16年版』 高砂市総務部文書課、平成17年2月発行、p.49
7. 1 2 3 4 5 6 7  『高砂市統計書 平成23年版』 高砂市企画総務部総務課、平成24年2月発行、p.47
8. 1 2 3 4 5 6 7  『高砂市統計書 平成30年版』 高砂市企画総務部総務室総務課、平成30年2月発行、p.47
9. ↑  『高砂市統計書 令和元年版』９　運輸・通信

姫路市統計要覧
1. ↑  『姫路市統計要覧 昭和54年版』 姫路市理財局企画財政部企画課、昭和54年12月1日発行（印刷所　高橋総合印刷株式会社）、p.80
2. 1 2 3 4 5  『姫路市統計要覧 昭和59年版』 姫路市企画局調整課、昭和60年3月発行、p.148, p.150
3. 1 2 3 4  『姫路市統計要覧 昭和63年版』 姫路市企画局総合企画室、平成元年3月発行、p.106(「注）定期乗車人員算定方法について、59年度までは交通量調査の資料を基礎としていたが、60年度からは、実績を採用している。」との記載あり）
4. 1 2 3 4 5  『姫路市統計要覧 平成5年版』 姫路市総務局総務部情報管理課、平成6年3月発行、pp.102-103
5. 1 2 3 4 5  姫路市統計要覧 - 平成10年（1998年）版 10.運輸・通信
6. 1 2 3 4 5  姫路市統計要覧 - 平成15年（2003年）版 10.運輸・通信
7. 1 2 3 4 5  姫路市統計要覧 - 平成20年（2008年）版 10.運輸・通信
8. 1 2 3 4 5  姫路市統計要覧 - 平成25年（2013年）版 10.運輸・通信
9. 1 2 3 4 5  姫路市統計要覧 - 平成30年（2018年）版 10.運輸・通信
10. ↑  姫路市統計要覧 - 令和元年（2019年）版 10.運輸・通信